# Prêmio Emmy Internacional de melhor programa não anglófono do horário nobre
O Emmy Internacional de Melhor Programa Não Anglófono do Horário Nobre (em inglês: International Emmy Award for Best Non-English Language U.S. Primetime Program) foi concedido de 2014 a 2022 pela Academia Internacional das Artes & Ciências Televisivas (IATAS). Este prêmio reconhecia os melhores programas produzidos e exibidos originalmente no horário nobre dos Estados Unidos, desde que fossem em um idioma diferente do inglês.

## Antecedentes
Diante do aumento da audiência hispânica nos Estados Unidos, a Academia Internacional de Televisão, Artes e Ciências (IATAS), responsável pela premiação, decidiu criar uma nova categoria. Essa categoria permitia que as redes de televisão americanas competissem com produções em idiomas diferentes do inglês. Isso foi necessário porque, de acordo com as regras da Academia, os prêmios Emmy Internacional são destinados a produções criadas e exibidas fora dos Estados Unidos. Dessa forma, emissoras tradicionais com sede nos EUA, como Telemundo, Univision, Azteca América e UniMás, entre outras, estavam excluídas da competição.

## Regras
De acordo com as regras da Academia Internacional, são elegíveis para a premiação os programas produzidos e exibidos nos Estados Unidos, desde que sejam originalmente criados para a televisão. As produções devem ter sido transmitidas no país entre 1º de janeiro e 31 de dezembro do ano anterior. Programas que tenham uma transmissão simultânea dentro dos EUA podem optar por participar nesta categoria ou concorrer nas categorias gerais do Emmy Internacional. Além disso, os programas não podem ter sido apresentados em qualquer outra competição Emmy nem ter tido uma versão teatral, dentro ou fora dos EUA, antes de sua primeira transmissão televisiva.

## Vencedores e indicados
| Ano  | Título                           | Rede                                    |
| ---- | -------------------------------- | --------------------------------------- |
| 2014 | El Señor de los Cielos           | Telemundo                               |
| 2014 | La patrona                       | Telemundo                               |
| 2014 | Pasión prohibida                 | Telemundo                               |
| 2014 | Temple de Acero                  | Rock and Roll Films/Nat Geo             |
| 2015 | Arrepentidos                     | National Geographic/Fox Telecolombia    |
| 2015 | El mejor de los peores           | Fox International/Fox Toma 1            |
| 2015 | Narco-Tec                        | Mazdoc/Zodiak Latino/Univision          |
| 2015 | La Voz Kids                      | Talpa Media USA/Warner Bros. Television |
| 2016 | Francisco, El Jesuita            | Anima Films/History/Telemundo           |
| 2016 | Asombrosamente                   | Fox/NatGeo Mundo                        |
| 2016 | La Banda                         | FremantleMedia/Syco/Univision/Saban     |
| 2016 | Un viaje con Fidel               | CNN en Español                          |
| 2017 | Sr. Ávila                        | HBO Latin America / Lemon Films         |
| 2017 | Hasta Que Te Conocí              | Disney Media Distribution               |
| 2017 | La Voz Kids                      | Talpa Media USA/Warner Bros. Television |
| 2017 | Odisea de los Niños Migrantes    | NatGeo Mundo/Fox Networks/Anima Films   |
| 2018 | El Vato                          | Universo/Endemol Shine Boomdog          |
| 2018 | El Señor de los Cielos           | Telemundo/Argos Televisión              |
| 2018 | Mariposa de barrio               | Talpa Media USA/Warner Bros. Television |
| 2018 | Sin senos sí hay paraíso         | Telemundo/Fox Telecolombia              |
| 2019 | Falco                            | Spiral International/Red Arrow/Dynamo   |
| 2019 | Al otro lado del muro            | Telemundo                               |
| 2019 | El Recluso                       | Telemundo                               |
| 2019 | Magnífica 70                     | HBO Latin America/Conspiração Filmes    |
| 2020 | Grammy Latino de 2019            | Univision/Academia Latina da Gravação   |
| 2020 | La reina del sur                 | Telemundo/Netflix                       |
| 2020 | No te puedes esconder            | Telemundo/Netflix                       |
| 2020 | Preso No. 1                      | Telemundo/Keshet                        |
| 2021 | Grammy Latino de 2020            | Univision/Academia Latina da Gravação   |
| 2021 | A Tiny Audience                  | HBO/DirecTV                             |
| 2021 | COVID-19 Adaptarnos o morir      | WAPA                                    |
| 2021 | Premio Lo Nuestro 2020           | Univision                               |
| 2022 | 2021 Latin American Music Awards | NBCUniversal/Telemundo                  |
| 2022 | Buscando a Frida                 | Telemundo/Argos                         |
| 2022 | La suerte de Loli                | Telemundo                               |
| 2022 | Malverde: El Santo Patrón        | Telemundo                               |